# Febbraio

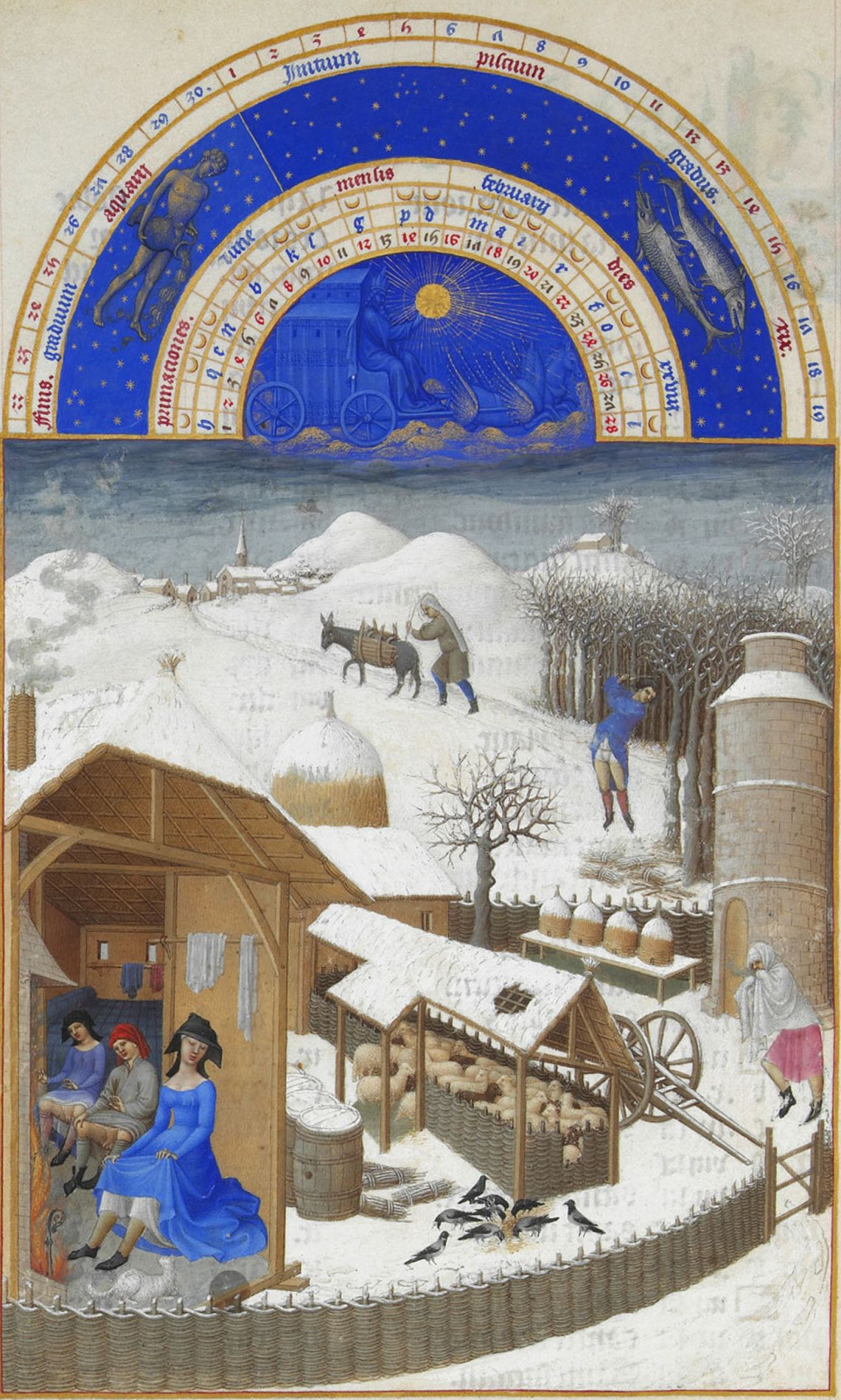
Febbraio, dal Très riches heures du duc de Berry.

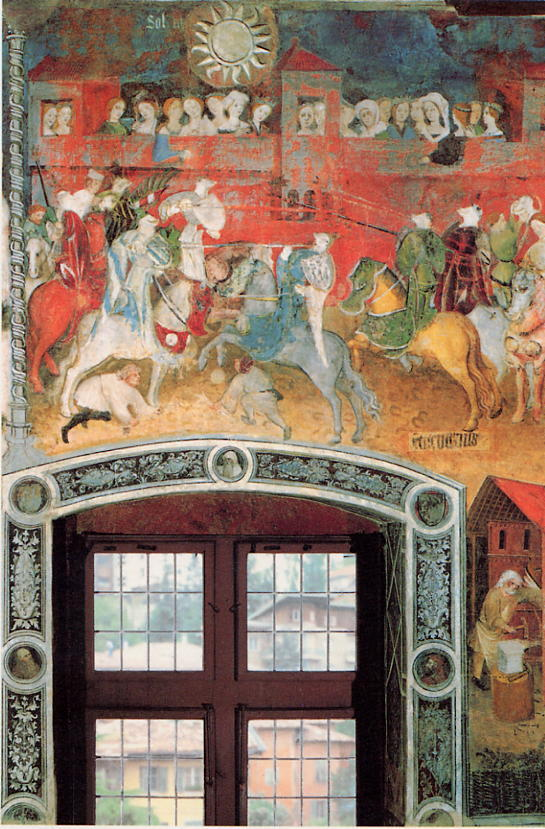
Febbraio, Ciclo dei mesi, castello del Buonconsiglio, Trento

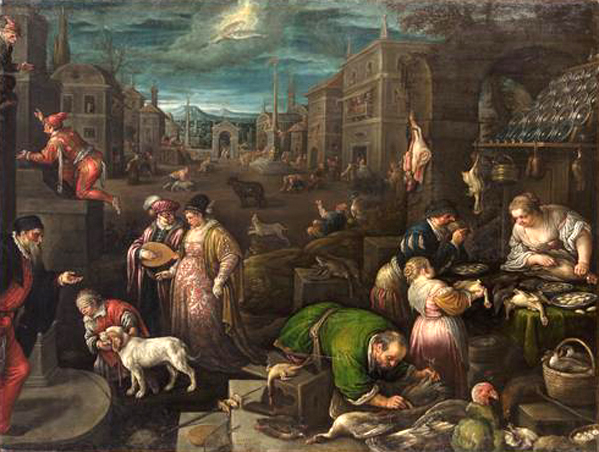
Febbraio, Leandro Bassano.

Febbraio è il secondo mese dell'anno secondo il calendario gregoriano e conta 28 giorni negli anni ordinari o 29 giorni negli anni bisestili. Viene dopo gennaio e prima di marzo ed è il terzo e ultimo mese dell'inverno nell'emisfero boreale o dell'estate nell'emisfero australe.
Oltre al ventinovesimo giorno degli anni bisestili, in alcuni paesi è esistito anche un 30 febbraio: è stato introdotto in Svezia nel 1712 e in Unione Sovietica nel 1930 e 1931.

## Storia
Il nome del mese deriva dal latino februare, che significa "purificare" o "un rimedio agli errori", dato che nel calendario romano febbraio era il periodo dei rituali di purificazione, tenuti in onore del dio etrusco Februus e della dea romana Febris, i quali avevano il loro culmine il giorno 14; secondo Varrone il termine deriverebbe dal Sabino februm, purificazione.
Tale ricorrenza pagana sembrerebbe poi essere confluita nel culto cristiano tributato in onore a Santa Febronia, poi soppiantata da San Valentino e trasferita al 25 giugno. Assieme a gennaio è stato l'ultimo mese aggiunto al calendario, poiché i romani consideravano l'inverno un periodo senza mesi. Secondo i miti, fu Numa Pompilio, nel 700 a.C., a inserirli entrambi per potere adattare al calendario l'anno solare: il febbraio originale conteneva 29 giorni (30 in un bisestile). Augusto avrebbe rimosso in seguito un giorno di febbraio per aggiungerlo al mese in suo nome, agosto, (rinominato da Sestile), in modo che il mese dedicato a Giulio Cesare, luglio, non fosse più lungo. Questo fatto, provato da poche fonti non certissime, è contestato da molti storici che reputano più probabile un febbraio da sempre di 28 giorni.
Nominalmente febbraio era l'ultimo mese dell'anno romano, che iniziava a marzo. Poiché i calcoli calendariali antichi erano imprecisi, alcune volte i sacerdoti romani inserirono un mese di inframezzo, Mercedonius, dopo febbraio, per riallineare le stagioni.
Nomi storici di febbraio sono l'anglosassone Solmoneth ("mese del fango") e Kale-monath così come il corrispettivo carolingio Hornung.

## Cultura
Nel vecchio calendario giapponese il mese è chiamato Kisaragi (如月, 絹更月 o 衣更月, che letteralmente significa "il mese del cambio di vesti"). Altro nome nipponico è Mumetsuki (梅見月, che significa letteralmente "il mese in cui si vedono i fiori di prugno") o Konometsuki (木目月, "il mese nel quale gli alberi prendono nuova vita"). In finlandese, il mese è chiamato helmikuu, "mese della perla".
Febbraio è conosciuto come Black History Month ("Mese della storia nera") negli USA e Canada, una ricorrenza osservata negli Stati Uniti d'America, Canada e Regno Unito (quest'ultimo in ottobre) per celebrare l'importanza delle persone e degli eventi nella storia della diaspora africana. Fu ideato nel 1926, quando lo storico Carter G. Woodson e l'associazione ASALH annunciarono che la seconda settimana di febbraio sarebbe stata chiamata "negro history week". Tale settimana fu scelta poiché vi ricadevano i compleanni di Abramo Lincoln e di Frederick Douglass.
Secondo l'astrologia, febbraio incomincia con il sole nell'Aquario e termina con il sole nei Pesci, mentre astronomicamente incomincia con il Capricorno e termina con l'Aquario.

## Ricorrenze
- Candelora (2 febbraio)
- Festa di Sant'Agata (3-12 Febbraio) Catania, Italia.
- Carnevale (a volte a marzo, dipende dalla Pasqua)
- Mercoledì delle ceneri (a volte a marzo)
- san Valentino (14 febbraio)
- Imbolc 2 febbraio